# In der Hand von Terroristen
In der Hand von Terroristen (Originaltitel: Starship Mine) ist die 18. Folge der sechsten Staffel der US-amerikanischen Science-Fiction-Fernsehserie Raumschiff Enterprise – Das nächste Jahrhundert. Sie wurde in den Vereinigten Staaten über Syndication vermarktet und erstmals am 29. März 1993 auf verschiedenen Fernsehsendern ausgestrahlt. In Deutschland war sie zum ersten Mal am 10. Juni 1994 in einer synchronisierten Fassung auf Sat.1 zu sehen.

## Handlung
Im Jahr 2369 bei Sternzeit 46682.4 fliegt die Enterprise zur Remmler-Phalanx im Orbit des Planeten Arkaria. Hier sollen routinemäßig mit Hilfe eines Säuberungsstrahls angesammelte Baryon-Partikel entfernt werden. Das Schiff muss hierfür vollständig evakuiert werden. Als die Vorbereitungen dazu laufen, bemerkt Captain Picard, dass sein zweiter Offizier, der Android Data, gerade das Konzept des Smalltalks erforscht. Picard rät ihm, sich mit Commdander Hutchinson, dem Leiter der Kontrollbasis auf der Planetenoberfläche, auszutauschen, denn der sei ein Meister im Smalltalk. Während die Mannschaft nach und nach hinunter zur Kontrollbasis beamt, begibt sich Picard auf die Brücke, wo Sicherheitschef Worf und Chefingenieur La Forge letzte Sicherungsmaßnahmen durchführen. Beide möchten gern dem offiziellen Empfang fernbleiben, den Hutchinson für die Führungsoffiziere geben will, doch Picard gibt nur Worf die Erlaubnis, da dieser zuerst fragt. Picard bestätigt dem Stationsverwalter Orton die planmäßige Evakuierung der Enterprise. Er lässt kurz den Blick über die nun leere Brücke schweifen, als eine Gruppe von Personen eintrifft, die er für ein Wartungsteam hält. Picard begibt sich zum Transporterraum und beamt hinunter zur Station.
Er und seine Offiziere werden umgehend von Hutchinson in Beschlag genommen, der über allerlei belanglose Themen redet. Unter anderem erwähnt er, dass die Kontrollbasis einen Pferdestall besitzt und er bei schönerem Wetter einen Ausritt vorgeschlagen hätte. Picard sieht hierin eine Möglichkeit, seinen offiziellen Verpflichtungen zu entkommen. Da die Säuberung erst in ein paar Minuten beginnt, kehrt Picard noch einmal auf die Enterprise zurück, um seinen persönlichen Sattel zu holen. Auf dem Rückweg zum Transporterraum trifft er einen der vermeintlichen Wartungstechniker. Picard hatte erwartet, dass niemand mehr an Bord ist, doch der Mann behauptet, er müsse noch letzte Arbeiten erledigen. Picard kommt die Sache komisch vor und tatsächlich versucht der Mann, ihn von hinten mit einem Laser-Schweißgerät anzugreifen. Picard kann ihn jedoch überwältigen und außer Gefecht setzten. Picard erreicht durch diesen Zwischenfall jedoch den Transporterraum zu spät. Gerade als er zurückbeamen will, wird die Hauptenergie des Schiffs planmäßig abgeschaltet, da der Säuberungsstrahl nun damit beginnt, das Schiff von hinten nach vorne abzutasten.
Picard schleppt den fremden Mann auf die Krankenstation und will von ihm wissen, was hier vor sich geht. Der Mann, Devor mit Namen, gibt ihm aber keine Auskunft. Picard verabreicht ihm ein Betäubungsmittel und macht sich auf die Suche nach seinen Kameraden. Er wird von einer Frau namens Kiros überrascht und gefangen genommen. Sie führt ihn zum Maschinenraum, wo sich die anderen Mitglieder ihres Teams befinden. Picard gibt sich als der Bordfriseur Mot aus. Kelsey, die Anführerin des Teams, offenbart ihm, dass sie hier sind, um Trilithium-Harz, ein instabiles und hochexplosives Abfallmaterial, aus dem Warp-Antrieb des Schiffs zu entwenden, das jedoch nur für Waffen genutzt werden kann. Picard hat noch das Schweißgerät bei sich, das er Devor abgenommen hat. Unauffällig hält er es unter eine Konsole. Diese überhitzt, wodurch ein Löschsystem aktiviert wird. Picard nutzt die jetzt auftretende Verwirrung, um aus dem Maschinenraum zu fliehen.
In der Kontrollbasis macht der erste Offizier Will Riker schließlich Hutchinson und Data bekannt. Die beiden verstehen sich ausgezeichnet und die anderen Offiziere und das Stationspersonal haben für einige Zeit Ruhe. La Forge entdeckt mit seiner Sehhilfe, dem VISOR, aber schon bald eine merkwürdige Energieanzeige unter einem Tisch. Er möchte sich das genauer ansehen, doch ein Kellner versucht sehr energisch, ihn davon abzubringen. Schließlich eskaliert die Situation. Orton zieht eine Waffe und feuert mehrmals. Dabei wird La Forge schwer verletzt und Hutchinson getötet. Die anderen Offiziere werden von Orton und dem Kellner als Geiseln genommen. Counselor Troi spürt, dass Orton sehr nervös ist. Offenbar ist die Geiselnahme unplanmäßig erfolgt. Riker möchte dies ausnutzen, um einen Fluchtplan zu entwickeln. Data und Schiffsärztin Beverly Crusher schlagen vor, La Forges VISOR unauffällig zu modifizieren, damit er einen Ultraschallimpuls aussendet. Durch diesen würden alle Anwesenden außer Data das Bewusstsein verlieren.
Auf der Enterprise flieht Picard in eine Jefferies-Röhre, doch einer von Kelseys Leuten, Satler, verfolgt ihn. Schließlich kommt Picard nicht mehr weiter, denn hinter einer Tür erblickt er den sich nähernden Säuberungsstrahl. Er schneidet ein Loch in den Boden und entkommt dadurch in umgekehrter Richtung. Satler findet nur noch Picards Jacke vor. Doch als er entdeckt, dass Picard damit das Loch abgedeckt hat, wird er bereits vom Säuberungsstrahl überrascht und getötet.
Picard begibt sich in Worfs Quartier, um sich dort mit einer Armbrust auszustatten. Kelsey ist unterdessen gezwungen, zu improvisieren, denn bei Picards Flucht wurde ein Ablenkungsgerät zum Schutz vor dem Säuberungsstrahl zerstört. Sie können deshalb nicht wie geplant vor Ort bleiben. Wegen der Erschütterungsanfälligkeit den Trilithiums improvisiert ihr Untergebener Neil daher mit einem Stabilisator am Behälter. Als dieser befüllt ist, machen er und Kelsey sich auf den Weg in die Bar „Zehn Vorne“, die sich am vorderen Ende des Schiffs befindet. Picard gelingt es, einen weiteren von Kelseys Leuten, Pomet, mit seiner Armbrust auszuschalten, doch er wird erneut von Kiros überrascht und abgeführt. Kelsey lässt sich unterdessen von Neil erklären, wie das Trilithium sicher wieder aus dem Behälter abgelassen werden kann. Danach entscheidet sie, dass sie seine Dienste nicht mehr benötigt, und erschießt ihn.
Auf Arkaria hat Dr. Crusher die Modifikation des VISORs fast beendet. Bei der letzten Konfiguration wird allerdings ein kurzer Lichtblitz erscheinen und sie benötigt eine Ablenkung, damit dieser von ihren Geiselnehmern nicht bemerkt wird. Riker fordert Orton zum Schein zu Verhandlungen auf, startet dann aber ein Handgemenge. Dies reicht als Ablenkung und schließlich wird der Ultraschallimpuls gesendet.
Kiros bringt Picard zum „Zehn Vorne“, vor dessen Eingang Kelsey bereits wartet. Gegenüber Kiros behauptet sie, Neil sei vom Säuberungsstrahl erwischt worden. Picard offenbart seine wahre Identität, denn er hofft, er wäre als Geisel für Kelsey wertvoller als das Trilithium. Sie erklärt aber, dass sie keine Terroristin sei, wie er annimmt, sondern das Trilithium lediglich verkaufen will. Die drei betreten die Bar, wo Picard bereits einige Stolperdrähte gespannt hat. Kiros löst einen davon aus und wird daraufhin von einer Explosion außer Gefecht gesetzt. Zwischen Picard und Kelsey kommt es zum Kampf und der Säuberungsstrahl erreicht das „Zehn Vorne“. Kelsey behält die Oberhand. Sie hält Picard mit einem Schweißgerät in Schach und beamt schließlich mit dem Trilithium auf ein sich näherndes kleines Transportschiff. Picard versucht nun, die Kontrollbasis zu kontaktieren, damit der Säuberungsstrahl abgestellt wird, der immer weiter auf ihn zu kommt. Schließlich erreicht er Data, der seinen Befehl umgehend ausführt. Data erkundigt sich nach dem kleinen Schiff, denn er hat registriert, dass jemand von der Enterprise dorthin gebeamt ist. Picard erwidert, sie würden nicht weit kommen, denn während ihres Kampfes hat er den Stabilisator vom Trilithium-Behälter entfernt. Tatsächlich kommt es kurz darauf zu einer Explosion, die das Transportschiff zerstört.

## Verbindungen zu anderen Star-Trek-Produktionen
In der Hand von Terroristen enthält Verweise auf mehrere frühere Folgen der Serie:
- Data erwähnt hier die Sheliak. Diese hatten in Folge 3.02 (Die Macht der Paragraphen) ihren einzigen Auftritt im Star-Trek-Franchise.
- Picard gibt sich gegenüber Kelsey als Mister Mot, der Bordfriseur, aus. Mot hatte zuvor Auftritte in zwei Folgen von Raumschiff Enterprise – Das nächste Jahrhundert.

Die Ereignisse aus dieser Folge wurden in mehreren späteren Star-Trek-Produktionen wieder aufgegriffen:
- Das Material Trilithium wird hier erstmals erwähnt. Es kommt später noch in zahlreichen weiteren Star-Trek-Folgen als Bestandteil von Bomben und anderen Waffen vor.
- Der Baryon-Säuberungsstrahl wird auch in jeweils einer Folge von Star Trek: Raumschiff Voyager, Star Trek: Lower Decks und Star Trek: Discovery erwähnt.

## Produktion

### Drehbuch
Der Handlung dieser Folge wurde häufig eine starke Beeinflussung durch den Actionfilm Stirb langsam nachgesagt, was Drehbuchautor Morgan Grendel bei einigen Gelegenheiten bestätigte, bei anderen wiederum klein redete.
Morgan Grendel hatte ursprünglich vor, alle von ihm geschriebenen Star-Trek-Folgen nach obskuren Beatles-Songs zu benennen. Dies gelang ihm aber nur bei seinem ersten Drehbuch für die Folge 5.25 (Das zweite Leben, englisch: The Inner Light), die er nach dem Lied The Inner Light benannte. Sein Vorhaben scheiterte jedoch schon bei der Folge In der Hand von Terroristen, die seine zweite Drehbucharbeit für Star Trek darstellte. Er wollte die Folge eigentlich Revolution nennen. Da es aber schon eine Folge mit dem Titel Evolution (3.01 Die Macht der Naniten) gab, wurde der Name schließlich zu Starship Mine geändert. Bei den beiden Drehbüchern, die Grendel später noch für Star Trek: Deep Space Nine verfasste, verfolgte er seine Beatles-Idee nicht weiter.

### Darsteller
Die Rolle von Kelsey war ursprünglich Robin Curtis angeboten worden, die in den Spielfilmen Star Trek III: Auf der Suche nach Mr. Spock und Star Trek IV: Zurück in die Gegenwart Lieutenant Saavik gespielt hatte. Curtis hatte aber kurz zuvor bereits eine andere Rolle angenommen. Kelsey wurde daher von Marie Marshall gespielt.
Tim Russ hat hier als Devor seinen ersten Auftritt im Star-Trek-Franchise. Er spielte auch den Klingonen T’Kar in Folge 2.04 (Der Symbiont) von Star Trek: Deep Space Nine und einen Sternenflottenoffizier im Spielfilm Star Trek: Treffen der Generationen. 1995 übernahm er in der Serie Star Trek: Raumschiff Voyager die Hauptrolle des vulkanischen Sicherheitschefs Tuvok. Tuvok verkörperte er später auch in je einer Folge von Star Trek: Deep Space Nine und Star Trek: Picard.
Tim DeZarn, Darsteller von Satler, spielte auch Halb Daier in Folge 6.17 (Tiefes Unrecht) von Star Trek: Deep Space Nine und zwei Gastrollen in je einer Folge von Star Trek: Raumschiff Voyager.
Patricia Tallman, Darstellerin von Kiros, hat hier ihren ersten Schauspiel-Auftritt in einer Star-Trek-Produktion. Sie wirkte in zahlreichen Folgen von Raumschiff Enterprise – Das nächste Jahrhundert, Star Trek: Deep Space Nine und Star Trek: Raumschiff Voyager sowie im Spielfilm Star Trek: Treffen der Generationen als Statistin und Stuntdouble mit.
Arlee Reed, Darsteller des Kellners, spielte auch einen Farmer in Folge 7.23 (Neue Intelligenz) von Raumschiff Enterprise – Das nächste Jahrhundert.
Alan Altshuld, Darsteller von Pomet, spielte auch Yranac in Folge 7.04 (Der Schachzug, Teil I) von Raumschiff Enterprise – Das nächste Jahrhundert und zwei Gastrollen in je einer Folge von Star Trek: Raumschiff Voyager.

### Kulissen
Für die Außenansicht der Kontrollbasis auf Arkaria wurde ein Matte Painting wiederverwendet, das ursprünglich für die Folge 2.07 (Die jungen Greise) angefertigt worden war.

### Modelle
Für Kelseys Raumschiff wurde das Modell des lysianischen Wächterschiffs aus Folge 5.14 (Mission ohne Gedächtnis) wiederverwendet.

## Rezeption
Keith DeCandido bewertete In der Hand von Terroristen 2012 auf tor.com als eine leicht überdurchschnittliche Folge von Raumschiff Enterprise – Das nächste Jahrhundert, die gute Unterhaltung im Sinne eines Actionfilms bietet. DeCandido hob einige Elemente lobend hervor, etwa Datas Smalltalk, Picards Scheinidentität als Mot oder die Leistung von Patricia Tallman. Negativ empfand er, dass Marie Marshall und Glenn Morshower in ihren Rollen nicht überzeugen. Ebenso störte ihn die Beiläufigkeit, mit der der Tod von verschiedenen Gastrollen behandelt wird. Während Picard sich zunächst noch vornimmt, Kelseys Leute nicht zu töten, nimmt er wenig später billigend in Kauf, dass sie vom Strahl erwischt werden, und an Kelseys finalem Tod ist er sogar aktiv beteiligt.